# Důstojnost

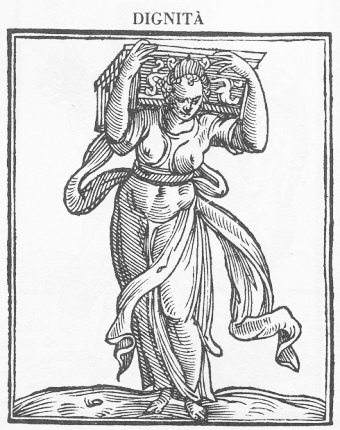
Alegorie důstojnosti, dřevoryt, Cesare Ripa, dílo Iconologia di Cesare Ripa

Důstojnost je soubor pravidel vztahujících se k bytosti používající přirozenou inteligenci, nejčastěji k člověku. Překročení těchto pravidel je z morálního hlediska vnímáno jako nepřípustné; výhoda získaná za cenu takového překročení je vzhledem k morálnímu hledisku považována za nicotnou. Smyslem důstojnosti je ochrana před ponížením.

## Lidská důstojnost
V případě lidí se o důstojnosti často hovoří v souvislosti se zásahy do soukromí, konanými zpravidla v zájmu získání důkazních prostředků pro trestní řízení (kupř. domovní prohlídka, analýza dat ze zařízení výpočetní techniky nebo test na polygrafu), podkladů pro nějaký jiný postih (např. technické prostředky pro sledování zaměstnanců) nebo za účelem zpřístupnění pracovních pozic, na kterých se rozhoduje o právech jiných lidí nebo nakládá s utajovanými skutečnostmi, nebo za účelem samotného zpřístupnění takových informací (např. bezpečnostní prověrky nebo psychologické testy). Dalšími oblastmi, ve kterých se lidská důstojnost skloňuje, jsou zajištění rovnosti lidí nebo spravedlnosti mezi nimi či zabezpečení určitých pracovních nebo životních podmínek (např. výše invalidního nebo starobního důchodu nebo nucené nasazení do pracovního procesu).
Lidská důstojnost je základní hodnotou i cílem všech lidských práv. Lidská práva mají chránit lidskou důstojnost a ukazovat na důstojnost člověka. Základní hodnoty nebo základní lidská práva jako rovnost a respektování svobody každého člověka, spravedlnost a solidarita vycházejí z lidské důstojnosti. Lidskou důstojnost člověk má ze své podstaty, nepřichází o ni svou neschopností, svým selháním, trestnou činností, stářím ani umíráním. Nemůže ji ztratit vůbec ničím a nikdo mu ji nemůže vzít. Každý má svou důstojnost pro sebe samého a má právo na úctu, i když se zachoval pod lidskou důstojnost.
Lidská důstojnost je základní hodnotou evropské společnosti. Koncept lidské důstojnosti má kořeny v křesťanství, které chápe člověka jako ikonu Boha.
Lidská důstojnost je těžko definovatelná, jsou různé výklady lidské důstojnosti. Zabývají se jí různé disciplíny jako například filosofie, teologie, etika, politologie, právo, psychologie, sociální práce, literatura, umění aj.
Koncipují se dvě podstatné výkladové formy lidské důstojnosti:
- Inherentní důstojnost – ontologická, neoddělitelná tzn. nemůže být ztracena.[4]
- Kontigentní důstojnost – je výsadou a nemůže být tedy dopřána všem.[4]

### Různá pojetí lidské důstojnosti
Ottův slovník naučný vykládá důstojnost jako zaslouženost, hodnost, jako postavení člověka, jako titul:
Důstojnost jest tolik, jako zasloužilost, hodnost, cena osobní, vážnost (v chování), ve smyslu konkrétním i úřad čestný. Vaše [Důstojnost]-i vyskytuje se jako titul praelátův, opatův, představených kathedrálních a kollegiatních kapitol. [Důstojný] tolik jako stálý, věrný (kdo dostojí svému slovu), dále vážný, zasloužilý, hodný něčeho vůbec a cti zvláště. Odtud vyskytuje se [Důstojnost] (reverendus) jako titul nižšího duchovenstva. Veledůstojný (admodum reverendu), titul kanovníkův kathedrálních atd., vysoce důstojný (amplissimus), titul praelátův, opatův, nejvýše důstojný, nejdůstojnější (reverendissimus) titul biskupů atd.
Encyklopedie Diderot obsahuje následující definici: Důstojnost je etická kategorie zdůrazňující vědomí člověka o významu člověka a o významu jeho práv ve společnosti.“
Model důstojnosti je zpracován v rámci projektu „Důstojnost a starší Evropané“ Model rozlišuje čtyři typy důstojnosti:
1. důstojnost zásluh – souvisí s tím, čeho člověk v životě dosáhl;
2. důstojnost mravní síly – v podstatě morální integrita;
3. důstojnost osobní identity – (opozitum ponížení) souvisí s fyzickou identitou, psychickou integritou a začleněním ve společnosti;
4. Menschenwürde – nezcizitelná hodnota lidské bytosti jako lidské bytosti.[7]

Důstojnost člověka může mít tři složky, z nichž první dvě mají subjektivní charakter a třetí charakter objektivní:
- význam (tj. důstojnost a hodnota), člověk si ji přisuzuje sám;
- význam (tj. důstojnost a hodnota), člověku ji přisuzují lidé, kteří jsou v jeho okolí;
- význam (tj. důstojnost a hodnota), člověku dána nebo přisuzována a jejím zdrojem je skutečnost transcendentální.[8]

### Právo
Pro právní uchopení a ochranu lidské důstojnosti jsou důležité následující dokumenty:
- Petition of Rights (1628) – první dokument lidských práv puritánské revoluce
- Declaration of Rights (1688) – dokument tzv. slavné revoluce
- Virginia Bill of Rights (1776) – dokument americké revoluce
- Deklarace nezávislosti [13 spojených států (1776)] – první psaná ústava novověku – Považujeme za zřejmé tyto pravdy: všichni lidé byli stvořeni rovnými, jsou obdařeni od Stvořitele určitými nezcizitelnými právy, mezi nimiž je právo na život, na svobodu a na vyhledávání štěstí. Vlády jsou utvářeny proto, aby zajišťovaly tato práva, a jejich spravedlivá moc pochází ze souhlasu těch, jimž se vládne…[9]
- Společná ústava Spojených států amerických (1789)
- Proklamace práv člověka a občana (1789) – požaduje pro každého právo na svobodu, vlastnictví, rovnost před zákonem a ochranu před libovolným zatýkáním (francouzská revoluce)
- Francouzská ústava (1791)
- Všeobecná deklarace lidských práv (1948) – odpověď na masová zvěrstva proti lidskosti dvou světových válek: Všichni lidé se rodí svobodní a stejné důstojnosti a práv.
- Charta Spojených národů z 26. 6. 1945: My, členové spojených národů jsme pevně rozhodli … obnovit a posílit naši víru … v lidskou důstojnost a hodnotu lidské osoby.
- Listina základních práv a svobod uvádí v čl. 1.: Lidé jsou svobodní a rovní v důstojnosti a právech. Základní práva a svobody jsou nezadatelné, nezcizitelné, nepromlčitelné a nezrušitelné.

V Listině základních práv a svobod se udává, že všichni lidé jsou svobodní a rovní v důstojnosti a v právech. Lidská důstojnost spočívá v bytí samotném, proto se v Listině základních práv a svobod dále píše, že každý člověk má právo na život. Není možné člověka usmrtit, ani když spáchá závažný trestný čin a je povinností život chránit i před narozením. Není dovoleno ani někoho mučit, trýznit ani s člověkem zacházet tak, že by ho naše jednání ponižovalo. Naopak každý člověk má právo na ochranu zdraví. Dále každý má právo na důstojné zacházení, na to aby byla zachována jeho čest, dobrá pověst, a aby bylo chráněno jeho jméno. Důstojnost člověka vyžaduje, aby měl každý člověk svobodu myšlení a názoru. Aby si mohl zvolit náboženství a veřejně se k němu hlásit. Aby si mohl vybrat národnost, ke které chce patřit. Má být také respektováno soukromí každého člověka.
Člověk má primát nad společností a státem. Koncept lidské důstojnosti je založen univerzalisticky a egalitárně, jelikož na lidské důstojnosti má účast každý člověk. Je nezbytné vážit si všech lidí rovným dílem.
Lidskou důstojnost je možné interpretovat jako nejvyšší ústavní princip, který nemůže být podřízen žádným jiným hodnotám a právům. Lidské důstojnosti patří nekompromisní ochrana.

### Církev
Církev rozlišuje stupeň důstojenství – oficiální titulaturu (oslovení, titulování) duchovních (kleriků). Kněží je oslovován „Důstojný pán“, resp. „Velebný pán“, vikář apod. „Veledůstojný pán“, jerej „Vaše Důstojnosti“, protojerej „Vaše Vysokodůstojnosti atp. Oslovování podle stupně důstojenství zahrnovaly dobové mravní zásady (společenská pravidla) – společenský komunikační kodex, tradice a etiketa, i mimo církev.

#### Postoj římskokatolické církve
Římskokatolická církev říká, že hloubku člověka nemůžeme pochopit bez Boha, jelikož člověk je stvořen Bohem a je učiněn k jeho obrazu. Toto se vztahuje na všechny lidi a dává jim důstojnost z podstaty svého bytí. Definicí člověka pro Římskokatolickou církev je Boží obraz. Vše, co člověk dělá, by se mělo podobat Božímu jednání. Proto by každá lidská činnost měla směřovat ke spravedlnosti, podporování společenství a vytváření bratrských a sesterských vztahů, tedy k rovnosti mezi všemi lidmi. K Božímu obrazu není stvořen pouze jednotlivec, ale celé společenství. Celé společenství má kráčet k dokonalosti vzájemnou solidaritou, která ukazuje na důstojnost člověka. 
I řekl Bůh: „Učiňme člověka, aby byl naším obrazem podle naší podoby. Ať lidé panují nad mořskými rybami a nad nebeským ptactvem, nad zvířaty a nad celou zemí i nad každým plazem plazícím se po zemi. Bůh stvořil člověka, aby byl jeho obrazem, stvořil ho, aby byl obrazem Božím, jako muže a ženu je stvořil.“ (Gen 1,26–27)
Člověk je tedy dle křesťanského pojetí nedotknutelný. Převedeno do medicíny: Lidskému embryu náleží lidská důstojnost a potrat je závažným činem proti lidské důstojnosti. Embryu náleží důstojnost, protože je plnohodnotným člověkem v možnosti.
Jen Bůh je základem morálky, Božích přikázání. Boží morálka nedovoluje jednání, které je v rozporu s lidskou důstojností. Pouze ve světle Božích přikázání lze vytvářet a pracovat na pokroku společnosti, jen tak lze vyřešit těžké morální otázky. I ty otázky, které se ptají, jak překonat různé typy totality, aby mohl člověk žít v opravdové svobodě. Totalita popírá transcendentní pravdu o člověku, který je stvořen k Božímu obrazu, a proto dokáže člověka využívat k vlastním účelům, neohlíží se na práva ostatních. Ve světle Božích přikázání lze řešit i hospodářské záležitosti. Solidarita s druhými nás vede k mírnosti, k nelpění na pozemských věcech a ke spravedlnosti. Z toho vyplývá právo na sociální zabezpečení, a přiměřenou životní úroveň, právo na důstojné podmínky k životu, právo na práci.

##### Křestní důstojnost
Křestní důstojnost je rovnost lidí daná křtem. U křesťanských sester a bratří je spolu se společným posláním ve službě evangeliu (synodální misijní formou církve) předmětem řady církví křesťanských denominací.

##### Důstojnost Božího dítěte
Důstojnost Božího dítěte má podle křesťanské víry pokřtěný člověk, dává člověku svobodu – život v plnosti oprošťující jej od odsouzení plnit očekávání druhých, a vylučuje hřích.

### Školství
V březnu 2018 právnička odboru ochrany práv dětí Ministerstva práce a sociálních věcí České republiky (MPSV) Anna Hofschneiderová uveřejnila úvahu – osobní názor autora nevyjadřující stanovisko MPSV, že by pro osvojení si vědomí lidské důstojnosti své i jejího ctění u ostatních měl stávající represivní úpravy systému (paradigmatu) školství nahradit princip vzdělávání smluvní individuální.
Podle pedagožky Lenky Gulové vzdělávací instituce (škola) často podporuje konkurenci (rivalitu) a osobní prospěch. Upřednostňuje tak osobnostní charaktery, které jsou srozuměny s možností vlastního rozvoje cestou znevažování úspěchu druhých. Podle autorky tak podrývá humánní utváření charakteru žáka, dítěte i dospívajícího. Ten ve vzdělávací instituci může být vystaven vyrovnávání se s opakovanou ztrátou důstojnosti, ponižováním lidí i poškozováním jejich života.

### Povolání

#### Notářské povolání
Opětovné narušení důstojnosti notářského povolání a závažné kárné provinění jsou skutkové podstaty kárného provinění, které zákon připouští a řeší odvolání notáře a notářského kandidáta (zástupce notáře) ze zastupování podle § 14 či 24 notářského řádu.

## Filozofie

### Pohanská antická filozofie
V době antiky pro Řeky a Římany bylo zcela normální mít otroky. Důstojnost byla vnímaná pouze podle toho jakou má člověk mezi lidmi hodnost, úctu, postavení. Čím větší bohatství, tím větší hodnost.
V pohanské antické filosofii převládá nahodilé (kontingentní) pojetí lidské důstojnosti.
Důstojnost podle Aristotela je hodnocena podle kvality myšlení, moudrosti, vyrovnanosti. Člověk vyniká mírností, takže v ničem nepřehání, je pánem sám nad sebou. V Etice Níkomachově píše: …jevil by se velkomyslný člověk zcela směšným, kdyby nebyl dobrý. Nebyl by ani cti hoden, kdyby byl špatný; (…) Nejvíce tedy, opakuji, má velkomyslný člověk vztah ke cti, ale také umírněně se bude chovati k bohatství, moci a všelikému zdaru a nezdaru, ať se přihodí jakkoli, i nebude se ani příliš radovati ve zdaru, ani v nezdaru příliš truchliti.
Důstojnost podle Cicera je v postavení ve společnosti. Ale nejen to, člověk s vysokým postavením chodí také dobře upravený, má dobré a ctnostné chování. Umí těžkosti života statečně nést, ovládat emoce a vášně. V díle De officiis, III uvádí: Jestliže naše přirozenost žádá, aby člověk pomáhal člověku, ať je to kdokoliv, jen právě proto, že je to člověk, musí být podle téže přirozenosti i prospěch všech lidí věcí společnou. A jestliže tomu tak je, jsme všichni spojeni jedním a týmž přirozeným zákonem, a jestliže toto platí, jistě nám přirozený zákon zakazuje, abychom jeden druhému ubližovali. (…) Ti lidé pak, kteří tvrdí, že sice musíme mít ohled na spoluobčany, ale nikoli na cizince, ti popírají cit pospolitosti celého lidského rodu. (…) Kdybys způsobil v něčem újmu člověku zcela neužitečnému jen pro svůj vlastní prospěch, jednal bys člověka nedůstojně a proti zákonům přírody.
Důstojnost podle stoiků (stoikové zastávali přesvědčení pantheistů): důstojní jsou lidé, kteří mají podíl na světovém řádu, který zahrnuje jistý božský rozum; nezáleží na sociálním postavení.

### Renesance a humanismus
Pico della Mirandola – Člověk je povolán Bohem, aby učinil sám sebe stvořitelem. Mirandola věří v Boha, člověku nepřiznává nějak zvlášť významné postavení uprostřed stvoření, v rámci kosmu. Přisuzuje mu, inspirován jedním z mýtů platónského dialogu Protagoras, svobodu. Do Božích úst vkládá slova, která adresuje Adamovi: Nedal jsem ti žádné pevné místo k bydlení, … žádné vlastní vzezření, ani nějaké zvláštní dary, to vše záleží jen na tobě, jak budeš bydlet, vypadat a jaké budeš vlastnit dary, závisí to na tvém přání a rozhodnutí. Přirozenost ostatního stvoření je pevně určena a je ohraničena vnitřními zákonitostmi. Pro sebe sama si je urči ty sám bez jakéhokoli omezení a ohledů podle svého uvážení… Nestvořil jsem tě ani nebeského ani pozemského, ani smrtelného ani nesmrtelného, ty sám ve své velikosti svobodně jako tvůrčí sochař utváříš sebe sama k podobě, kterou upřednostňuješ.
Montaigne ukazuje na nicotnost člověka, chce ho ponížit: Domýšlivost je naše přirozená dědičná nemoc. Člověk je nejnešťastnější a nejubožejší ze všeho stvoření, a vesměs nejnadutější. Vidí a cítí se zde na zemi bydlet v blátě a bahně země, v nejhorším, nejodumřelejším a nejzpráchlivějším koutě kosmu vyhníván a přikován …; a jde a sedá si ve své domýšlivosti tam nad měsíční dráhu a činí si nebe za podnož svým nohám. Z pýchy této domýšlivosti pak dochází k tomu, že se srovnává s Bohem, připisuje si božské vlastnosti, a domnívá se že je vyvolený a od ostatního stvoření separován.

### Novověk
Pascal, jako věřící křesťan, píše: Veškerá důstojnost člověka spočívá v myšlení. Nemám hledat svoji důstojnost v prostoru, nýbrž v řádu svého myšlení… Skrze prostor si uvědomuji, že jsem součástí kosmu a ztrácím se v něm jako jeden bod, skrze myšlení jsem sto to pochopit. Pascal se dívá na člověka vyváženě, je si vědom bídy, ale i vznešenosti lidské osoby. Dobré myšlení je princip mravnosti.
Osvícenství: Dle Immanuela Kanta je člověk pánem svého osudu a sám tvoří svou budoucnost. Formuluje tzv. kategorický imperativ: Jednej tak, abys používal lidství jak ve své osobě, tak i v osobě každého druhého vždy zároveň jako účel a nikdy pouze jako prostředek. Kant považuje důstojnost za nevyčíslitelnou vnitřní hodnotu člověka. Znamená to, že člověk je neprodejný. Kant přitom rozlišuje „cenu“ a „důstojnost.“ V lidském světě má všechno buď cenu, nebo důstojnost. Co má cenu, na jeho místo může být jako ekvivalent dosazeno něco jiného; co naproti tomu je nad jakoukoli cenu, tedy žádným ekvivalentem nahrazeno, má důstojnost. Podle Kanta je člověk povinen mít úctu i k těm lidem, kteří svou důstojnost sami popřeli. Nikomu nesmí být úcta odepřena. Podle toho platí, že nesmím odepírat veškerou úctu prostopášníkovi jako člověku, která mu nemůže být odňata minimálně v kvalitě člověka; ačkoliv on sám svým jednáním se činí nedůstojným téhož samého.
Kant tvrdil, že nemáme jen práva a povinnosti vůči jiným, ale také vůči sobě samým. Vyzýval každého, aby nikdy neurážel vlastní důstojnost, která ho povyšuje nad vše stvoření a vlévá mu úctu k sobě samému: Být člověkem znamená samo o sobě důstojnost, neboť člověk nemůže být nikým použit jako pouhý prostředek, nýbrž musí být vždy použit zároveň jako cíl. V tom tkví důstojnost osobnosti, která ho pozdvihuje nad ostatní bytosti.
T. Hobbes a J. Locke vypracovali individualistický obraz člověka: člověk jako svobodný a nezávislý jedinec.

## Biologie a medicína
Ministerstvo zahraničních věcí v roce 1997 v Oviedu přijalo Úmluvu na ochranu lidských práv a důstojnosti lidské bytosti v souvislosti s aplikací biologie a medicíny (Úmluva o lidských právech a biomedicíně). Pro ČR vstoupila v platnost dne 1. října 2001. Signatáři této Úmluvy si jsou vědomi rychlého vývoje biologie a medicíny, a proto jsou přesvědčeni o potřebě respektovat lidskou osobnost jako jednotlivce a jako člena lidského rodu a vidí jako důležité uznání a zajištění lidské důstojnosti. Jsou si vědomi, že zneužití biologie a medicíny může vést k ohrožení lidské důstojnosti. Proto pokrok v biologii a medicíně by měl být prospěšný pro celé současné i budoucí generace, proto je potřebná mezinárodní spolupráce. Z tohoto důvodu vidí jako důležité držet se opatření, která jsou nepostradatelná v zajištění lidské důstojnosti a základních práv a svobod každého jednotlivce s aplikací biologie a medicíny.
12. ledna 1998 byl v Paříži přijat Dodatkový protokol k výše zmíněné úmluvě o zákazu klonování lidských bytostí. V ČR vstoupil v platnost dne 1. října 2001.
K výzkumu na ebryích in vitro úmluva o lidských právech a biomedicíně uvádí: Každý zákrok, jehož účelem je vytvořit lidskou bytost, která je geneticky shodná s jinou lidskou bytostí, živou či mrtvou je nepřípustný.